# Jean-Antoine Rampalle
Pour les articles homonymes, voir Rampalle et Pierre de Saint-André (juge).
Jean-Antoine Rampalle, connu sous le nom de Pierre de Saint-André, né à l'Isle-sur-la-Sorgue en 1624 et mort à Rome le 29 novembre 1671, est un carme déchaux français. Poète, historien et traducteur, il est devenu définiteur général de son ordre.

## Biographie

Thérèse d'Avila, à l'origine des carmes déchaux. Rome, église Santa Maria della Scala.

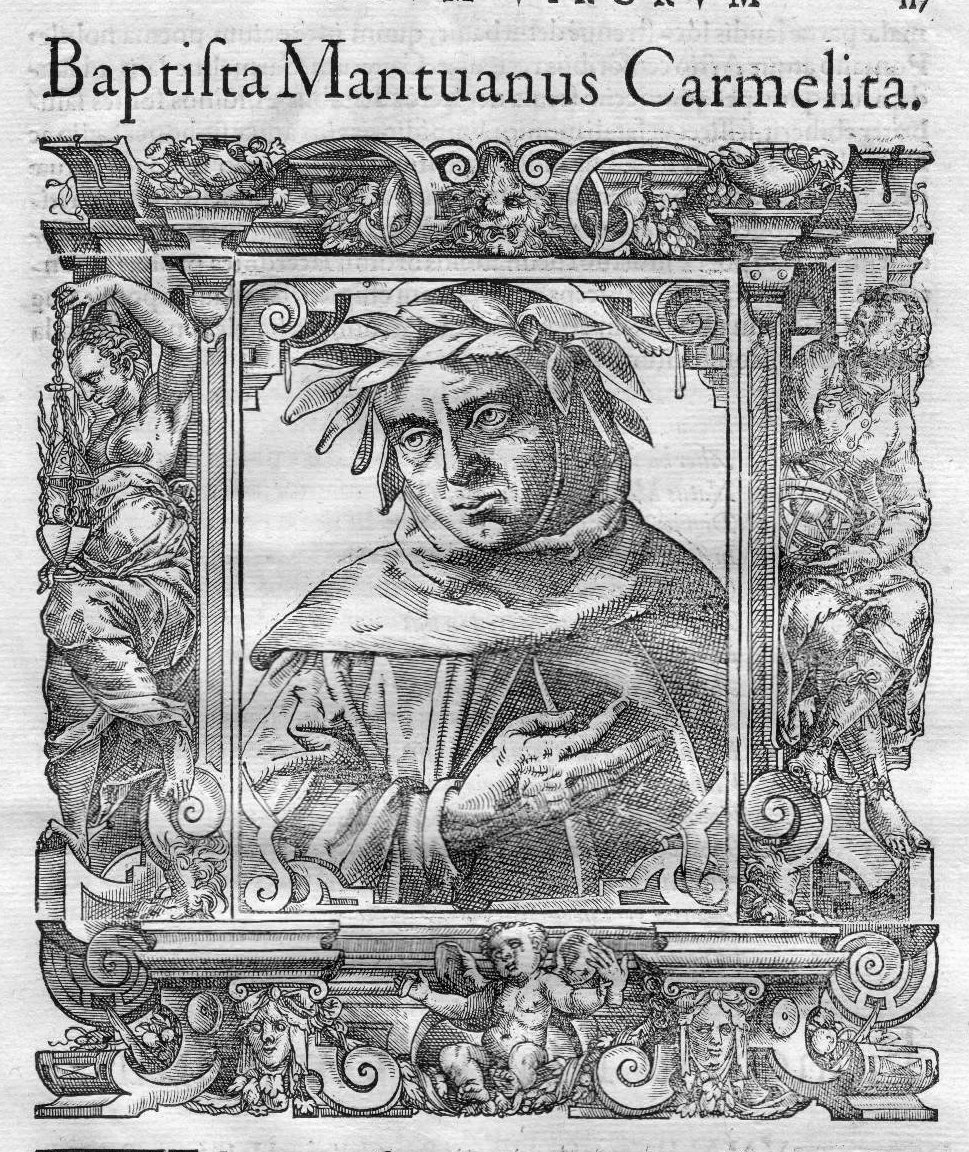
Jean-Baptiste Spagnoli, poète carmélitain.

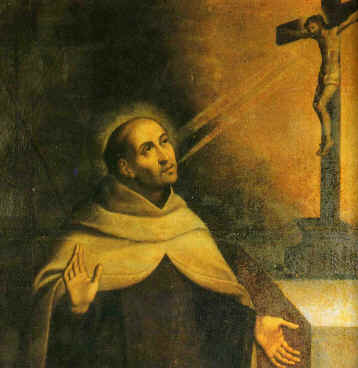
Jean de la Croix, réformateur des carmes.

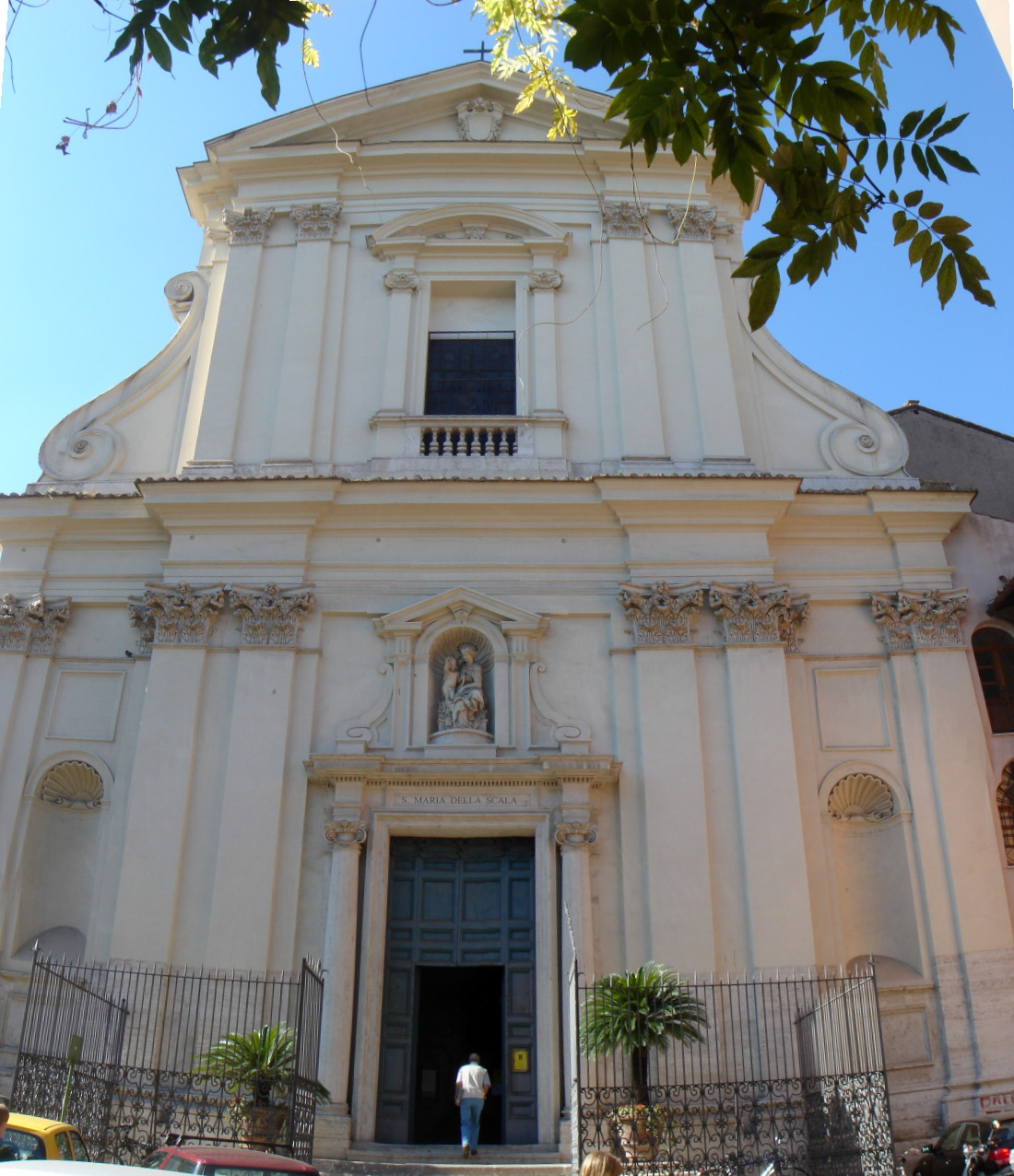
Église du couvent romain des carmes déchaux (Santa Maria della Scala, Trastevere).

Jean-Antoine est né en 1624 à l'Isle-sur-la-Sorgue (actuel département du Vaucluse) dans le diocèse de Cavaillon. Le 23 décembre 1640, il fait profession chez les carmes déchaussés d'Avignon, sous le nom de Pierre de Saint-André. Comme il ne tarde pas à se distinguer par sa conduite exemplaire, de multiples responsabilités lui sont bientôt confiées : il sera successivement maître des novices en 1655, prieur du couvent d'Aix en 1658 et, trois ans plus tard, de celui d'Avignon en 1661, avant d'être nommé provincial en 1664. Devenu ensuite prieur de Marseille, il est désigné comme définiteur général en 1667. Il meurt à Rome, le 29 novembre 1671.

## Le poète
Pierre de Saint-André a d'abord manifesté une inspiration poétique, comparable à celle du carme Jean-Baptiste Spagnoli. Il a d'ailleurs traduit quelques strophes du Mantouan (dans le Voyage en Orient), et les bibliographes du Carmel, L. Jacob et Cosme de Villiers lui ont attribué les œuvres de l'un de ses parents et contemporains, Antoine Rampalle (dont s'est moqué Boileau). En revanche, Pierre a bel et bien composé les cinquante-cinq sonnets de La Vie de la séraphique Mère sainte Thérèse de Jésus, livre édité en 1670, à l'initiative de son illustratrice, Claudine Brunard. Ces sonnets seront traduits par Harlet, avocat au Parlement de Dijon, et assortis de commentaires historiques et spirituels du déchaux Hyacinthe de l'Assomption, qui corrigera la réédition de 1678.

## L'historien
Les aptitudes littéraires de Pierre de Saint-André seront orientées vers l'histoire par le général de l'Ordre, Philippe de la Trinité. C'est ainsi que sous le titre Historia generalis Fratrum Discalceatorum, il a publié à Rome une histoire de la congrégation d'Italie des déchaussés, à partir des documents rassemblés par Isidore de Saint-Joseph (Isidore Baes). Dans cet ouvrage en deux volumes, il retrace l'évolution de la réforme thérésienne en présentant Nicolas Doria, premier vicaire général des déchaux, comme l'homme providentiel, au point d'effacer Jérôme Gratien, promoteur des missions hors d'Espagne. Paradoxalement, l'auteur se livre à un éloge des positions restrictives prises par Doria, alors qu'il considère que la réforme déchaussée pouvait être implantée en dehors de la Péninsule Ibérique, et qu'il reproduit un texte de Jean de Jésus-Marie à l'appui de cette thèse. Selon lui, l'apostolat ne compromet pas l'ascèse et fait même partie intégrante du charisme thérésien. La contradiction éclate quand il en vient à envisager le conflit entre Doria et Anne de Jésus, fondatrice du Carmel hors d'Espagne, puisque celle-ci est présente comme innocente mais justement condamnée. L'autre grand ouvrage historique de Pierre est sa Vie du Bienheureux Père Jean de la Croix, publiée en 1675, année de la béatification du réformateur, dans le but de préparer la canonisation de celui-ci. Se conformant à la tradition des biographes espagnols (comme Geronimo de San José), l'auteur n'hésite pas à rapporter des anecdotes merveilleuses, nées de la piété populaire. Il se montre cependant capable de rendre hommage à la liberté d'expression de Jean de la Croix, en butte à l'autoritarisme de Doria.

## Le traducteur
En lien avec ses activités d'historien, Pierre de Saint-André a réalisé de remarquables traductions. Il adapte en français le Voyage en Orient de Philippe de la Trinité, qui avait été supérieur de la mission de Goa. À la demande de l'auteur, il compose les livres VII et IX, dans lesquels il retrace la vie et le martyre des carmes déchaux Denis de la Nativité et Rédempt de la Croix. Il traduit ensuite une autre œuvre de Philippe de la Trinité : la Vie du Vénérable Père Dominique de Jésus Maria, des corrections et additions ayant été apportées à l'original, avec le consentement de l'auteur. Pierre a également fait passer du latin au français deux ouvrages du jésuite Anton Giulio Brignole Sale : Madeleine, pénitente et convertie et Alexis. C'est toutefois avec une traduction de l'italien qu'il aborde le domaine de la spiritualité.

## Spiritualité
Présenté comme la refonte d'un original italien (vraisemblablement dû au déchaux Jean-Marie de Saint-Joseph), Le religieux en retraite constitue un petit traité d'exercices spirituels, centré sur la progression vers la parfaite observance des vœux religieux. Il s'agit d'écarter tous les obstacles qui s'opposent à cet effet, en profitant d'un temps de retraite pour réaliser un examen de conscience rigoureux et général. Dix jours sont ainsi proposés, avec quatre heures d'oraison quotidienne, durant lesquelles le retraitant méditera sur une série de dix thèmes liés à sa vocation, comme l'excellence de la vie consacrée, l'élimination des obstacles, la recherche des moyens de progrès ou l'observance de la règle. Afin d'éviter qu'il ne se replie sur lui-même, le retraitant emploiera une heure, chaque jour, à méditer sur la Passion du Christ, en reliant le mystère choisi à l'un des points de perfectionnement. Ce souci de l'observance régulière permet sans doute de comprendre pourquoi l'auteur a fait l'apologie de Nicolas Doria.

## Publications
- Voyage en Orient du R. P. Philippe de la Très Sainte Trinité, Lyon, 1652. Traduction.
- Le religieux en retraite, Lyon, 1658. Traduction.
- Vie du Vénérable Père Dominique de Jésus Maria, général des Carmes Deschaussez, célèbre par l'opinion universelle de sa sainteté et fameux par la mémorable victoire remportée à Prague sur les hérétiques. Composée en latin par le R. P. Philippe de la T. S. Trinité, Lyon, 1668. Traduction.
- La Vie de la séraphique Mère sainte Thérèse de Jésus, Lyon, 1670; Grenoble, 1678
- Historia generalis Fratrum Discalceatorum ordinis B. Virginis Mariae de Monte Carmelo Congregationis S. Eliae, Rome, 1668-1671.
- Madeleine, pénitente et convertie, Aix, 1674. Traduction.
- La Vie du Bienheureux Père Jean de la Croix, premier Religieux et Fondateur de la Réforme des Carmes Déchaussez et Coadjuteur de Ste Thérèse, Aix, 1675.
- Alexis, s. l., s. d. Traduction.